# جون براونينج (لاعب كرة قدم أمريكية)
جون براونينج (بالإنجليزية: John Browning)‏ هو لاعب كرة قدم أمريكية أمريكي، ولد في 30 سبتمبر 1973.